# Quốc kỳ Đông Timor
Quốc kỳ Đông Timor (tiếng Tetum: Bandeira Timór Lorosa'e nian; tiếng Bồ Đào Nha: Bandeira de Timor-Leste) được ấn định vào ngày 19 tháng 5 năm 2002, nhưng nó đã được thiết kế từ ngày 28 tháng 11 năm 1975.

## Lịch sử

Timor thuộc Bồ Đào Nha (1702 - 1707)
Timor thuộc Bồ Đào Nha (1707 - 1816)
Timor thuộc Bồ Đào Nha (1816 - 1826)
Timor thuộc Bồ Đào Nha (1826 - 1830)
Timor thuộc Bồ Đào Nha (1830 - 1911)
Timor thuộc Bồ Đào Nha (1911 - 1975)
Cộng hòa Dân chủ Timor-Leste (1975)
Timor Timur thuộc Indonesia (1975 - 1999)
Cơ quan quản lý chuyển tiếp Liên Hợp Quốc tại Đông Timor (1999 - 2002)
Cộng hòa Dân chủ Timor-Leste (2002 đến nay)